# Alegeri legislative în Suedia, septembrie 1914
În data de 25 septembrie 1914 au fost susținute alegerile generale în Suedia pentru a aloca mandate Camerei Inferioare de legislatură a Riksdag-ului suedez. O altă sesiune de alegeri a fost ținută în martie același an, aceasta fiind o premieră în istoria Suediei ca două alegeri parlamentare să se deruleze în același an.
Un procentaj de 66,2% de voturi eligibile s-au înregistrat la aceste alegeri.  Femeile nu au avut drept de vot atunci, și nici nu vor avea până în 1921.
| Partid | Partid                                               | % Voturi   | + – din Martie |
| ------ | ---------------------------------------------------- | ---------- | -------------- |
|        | Uniunea general Electorală Allmänna valmansförbundet | 36.5%      | ▼1.2%          |
|        | Social Democrati Socialdemokraterna                  | 36.4%      | ▲6.3%          |
|        | Partidul Coalitiei Liberale Liberal samlingspartiet  | 26.9%      | ▼5.3%          |
|        | Liga Fermierilor Böndeförbundet                      | 0.2%       | —              |
|        | Alte partide                                         | neglijabil |                |